# Hogna willeyi
Hogna willeyi este o specie de păianjeni din genul Hogna, familia Lycosidae. A fost descrisă pentru prima dată de Pocock, 1899. Conform Catalogue of Life specia Hogna willeyi nu are subspecii cunoscute.